# Olgasis
Olgasis é um género botânico pertencente à família das orquídeas (Orchidaceae).